# Verpeja Tesserae
Le Verpeja Tesserae sono una struttura geologica della superficie di Venere.